# Asarum caulescens
Asarum caulescens Maxim. – gatunek rośliny z rodziny kokornakowatych (Aristolochiaceae Juss.). Występuje naturalnie w Chinach (w prowincjach Gansu, Kuejczou, Hubei, Shaanxi i Syczuan) oraz Japonii. 

## Morfologia

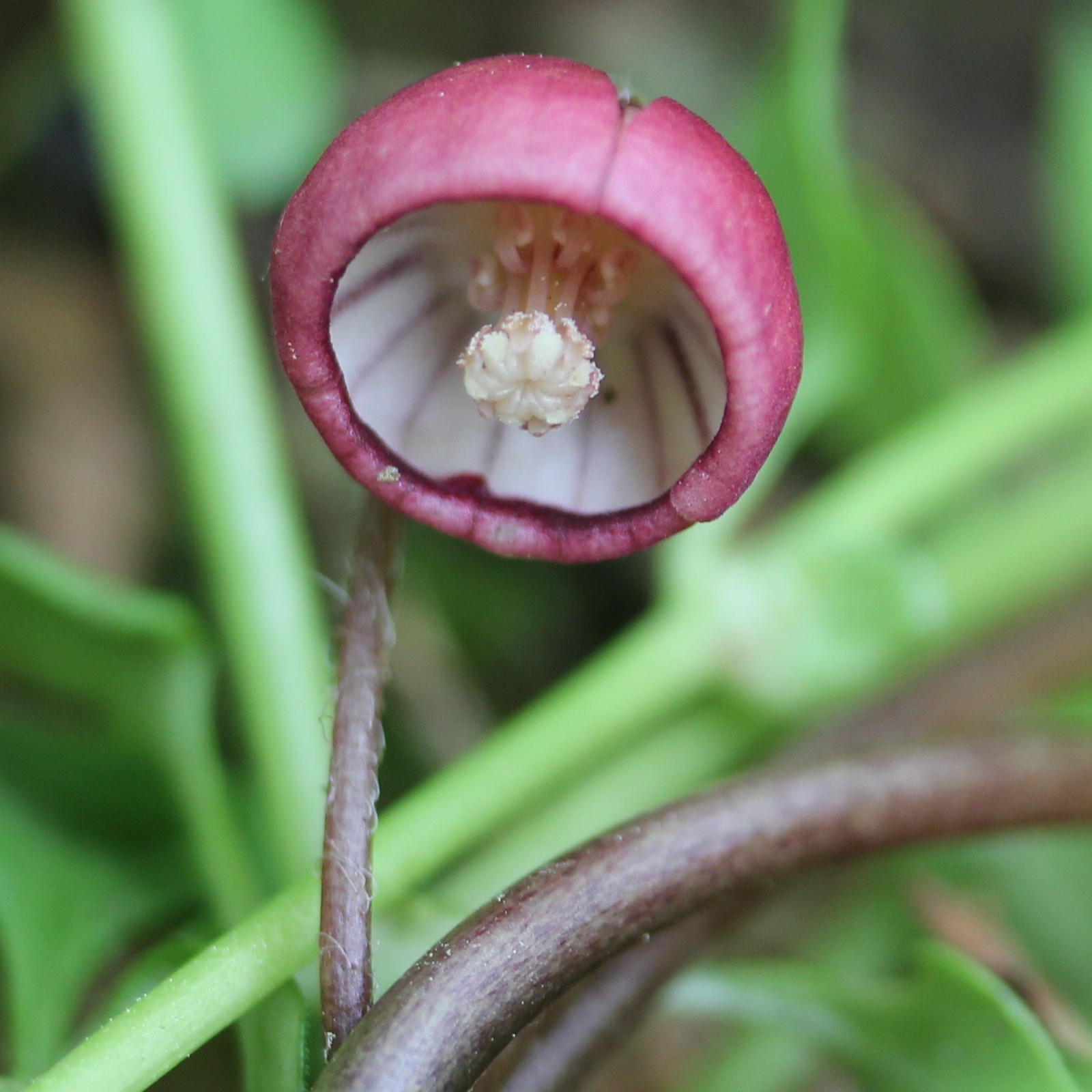
Kwiat gatunku

PokrójByliny tworząca kłącza. Pędy są mniej lub bardziej owłosione i maja białawą barwę.
LiścieZebrane w pary, mają sercowaty kształt. Mierzą 4–9 cm długości oraz 5–10 cm szerokości. Są nieco owłosione od spodu. Blaszka liściowa jest o sercowatej nasadzie i spiczastym wierzchołku. Ogonek liściowy jest mniej lub bardziej owłosiony i dorasta do 6–12 cm długości.
KwiatySą promieniste, obupłciowe, pojedyncze, zwisające. Okwiat ma kubkowaty kształt i barwę od różowej do purpurowej, dorasta do 1–1,5 cm długości oraz 1–1,5 cm szerokości. Listki okwiatu są zawinięte i mają trójkątny kształt. Pręciki są nieco wystające. Zalążnia jest dolna ze zrośniętymi słupkami.

## Biologia i ekologia
Rośnie w lasach mieszanych. Występuje na wysokości od 700 do 1700 m n.p.m. Kwitnie od kwietnia do maja.